# Walter King Venning
Sir Walter King Venning, britanski general, * 17. januar 1882, † 19. junij 1964.